# Jane Eyre (film, 2011)
Pour les articles homonymes, voir Jane Eyre (homonymie).
Pour plus de détails, voir Fiche technique et Distribution.
Jane Eyre est un film britannique sorti en 2011, réalisé par Cary Joji Fukunaga, selon un scénario de Moira Buffini d'après le roman éponyme de Charlotte Brontë publié en octobre 1847, avec Michael Fassbender dans le rôle de Rochester et Mia Wasikowska dans celui de la « pauvre, obscure, laide et petite » Jane Eyre. Cette version à l'atmosphère gothique met en relief le désir d'émancipation de l'héroïne.

## Synopsis
Le spectateur découvre une jeune femme fuyant sur une lande oppressante. A bout de forces, elle va être recueillie par un jeune pasteur et ses deux sœurs. La jeune femme prétend s'appeler Jane Eliott, elle semble hantée par son passé. Le pasteur St John Rivers et ses sœurs respectent son secret ; le pasteur va l'aider en lui trouvant un travail d'institutrice.
De nombreux flash-back éclairent peu à peu le destin de la jeune femme. Le spectateur découvre son enfance d'orpheline, maltraitée par sa tante et ses cousins, puis placée dans un internat, Lowood, où punitions physiques et privations sont la coutume. La jeune Jane s'y lie d'amitié avec une autre fillette qui meurt, emportée par la tuberculose.
À dix-neuf ans, Jane quitte l'école de Lowood pour devenir préceptrice de la petite Adèle, à Thornfield Hall, un château ancien, isolé. Elle s'acquitte avec efficacité de sa tâche de préceptrice mais s'ennuie. Lorsqu'elle rencontre le maître des lieux, Mr Rochester, ils confrontent leur caractère et Jane affirme sa liberté de parole malgré son statut d'employée. Elle assiste à plusieurs phénomènes étranges (incendie, blessure d'un visiteur, bruits la nuit dans le château). Sa discrétion, sa loyauté et sa liberté gagnent le cœur de Rochester. Alors que celui-ci semble courtiser une de ses invitées, Blanche Ingram, c'est à Jane qu'il fera sa demande en mariage. Celle-ci accepte malgré la différence de classe sociale. L'intendante Mrs Fairfax la met cependant en garde.
Au moment où le prêtre s'apprête à les unir dans une petite chapelle, un homme surgit et s'oppose au mariage. Il s'agit de l'homme de loi de Richard Mason, le visiteur blessé, frère de la femme de Mr Rochester, Bertha Antoinetta Mason, devenue folle et enfermée dans une pièce secrète à Thornfield. Rochester avoue la vérité que son père l'a obligé à épouser Bertha pour son argent, mais qu'elle a progressivement sombré dans la folie et qu'il l'a enfermée plutôt que de la placer dans un asile ; elle était responsable des événements étranges survenus dans la maison (c'est elle qu'on entend la nuit, elle qui a mis le feu à la chambre de Rochester, elle qui a mordu au sang son frère venu la voir). Rochester supplie Jane de rester ; mais blessée par sa tromperie elle refuse, ne pouvant supporter son mensonge, refusant de s'abaisser à vivre comme cela et de devenir sa maîtresse. Au petit matin du lendemain, Jane s'enfuit à travers la lande.
Recueillie par St John Rivers et ses sœurs, son amour pour Rochester la hante. St John qui a percé le secret de son identité lui apprend qu'elle hérite d'un oncle. En remerciement de leur aide, elle partage son héritage avec les Rivers et leur demande de la considérer comme leur sœur. St John va partir aux Indes comme missionnaire, il lui propose de l'accompagner, comme épouse, elle pourra alors utiliser son don pour le dessin et la peinture. Jane refuse car, si elle aime St John comme un frère, elle ne veut pas d'un mariage sans amour. Croyant entendre crier « Jane ! » dans les rafales de vent, elle retourne à Thornfield. Arrivée sur place, elle constate que le château n'est plus qu'une ruine brûlée. Mrs Fairfax la surprend errant dans les décombres noircis, et lui apprend les événements qui ont eu lieu après son départ du manoir, dont l'incendie provoqué par Bertha et la mort de celle-ci. Jane rejoint Mr Rochester, assis, prostré, sous l'arbre de sa demande en mariage ; il est aveugle, diminué ; le couple se retrouve et s'étreint.

## Fiche technique

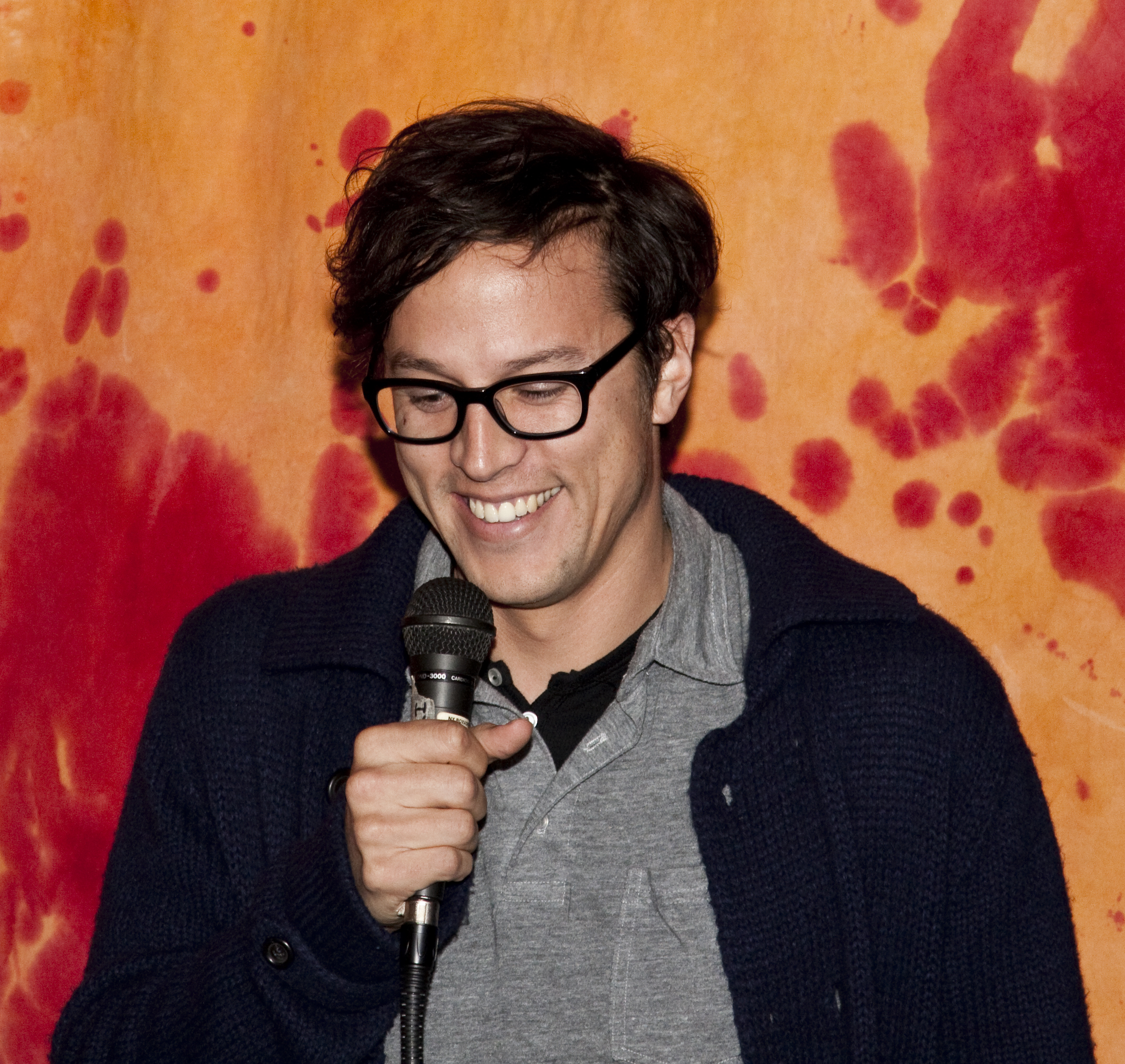
le réalisateur (ici en 2009)

- Titre original et français : Jane Eyre
- Producteur : Alison Owen
- Réalisateur : Cary Joji Fukunaga
- Scénario : Moira Buffini, d'après le roman de Charlotte Brontë, Jane Eyre
- Directeur artistique : Karl Probert
- Décors : Will Hugues- Jones
- Costumes : Michael O'Connor
- Photographie : Adriano Goldman (en)
- Montage : Melanie Oliver (en)
- Musique : Dario Marianelli
- Casting : Nina Gold
- Sociétés de production : BBC Films, Ruby Films
- Sociétés de distribution : Universal Pictures, Focus Features
- Pays d'origine :  Royaume-Uni
- Langues originales : anglais - français
- Format : couleur - 35 mm - 1,85:1 - son Dolby Digital
- Genre : Film dramatique
- Dates de sortie :
  -  États-Unis : 11 mars 2011
  -  Royaume-Uni : 9 septembre 2011
  -  France : 25 juillet 2012
- Dates de sortie en DVD / Blu-ray :
  -  France : 5 décembre 2012[1]
- Version française réalisée par Chinkel avec des dialogues de Ludovic Manchette et Christian Niemiec sous la direction artistique de Martin Brieuc.

## Distribution

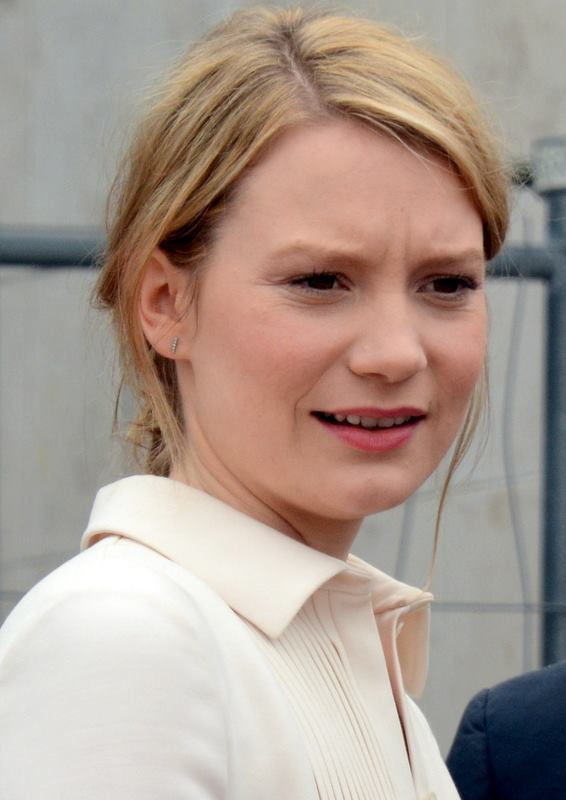
Mia Wasikowska

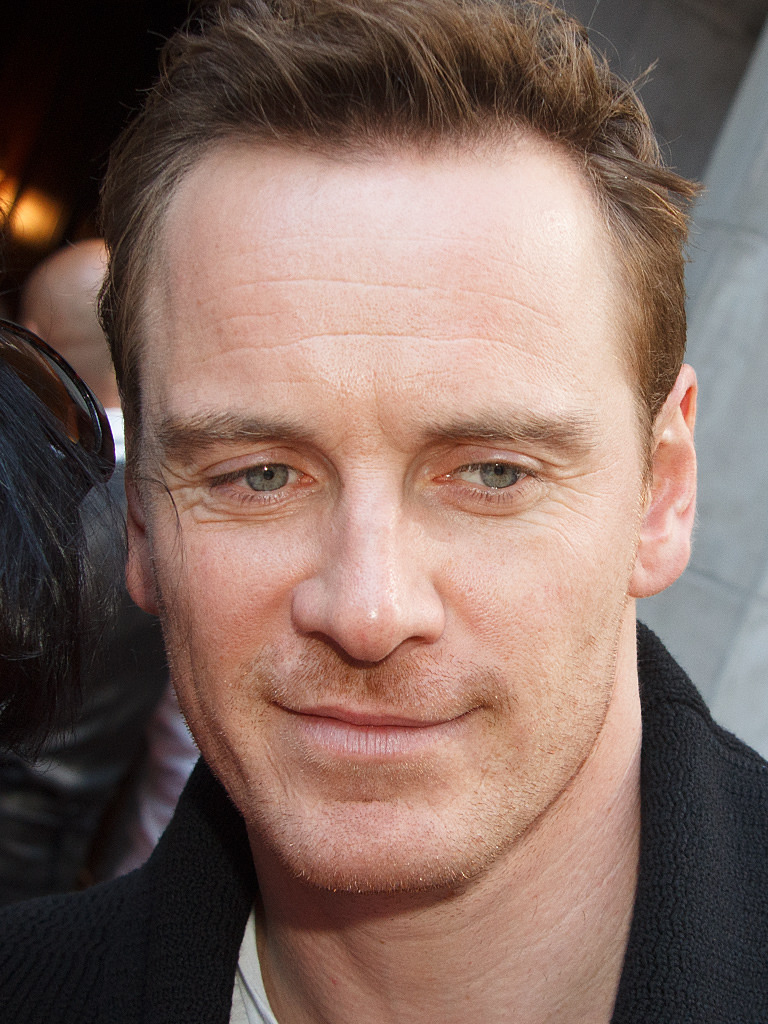
Michael Fassbender

- Mia Wasikowska (V. F. : Karine Foviau) : Jane Eyre[2] / Jane Eliott
- Michael Fassbender (V. F. : Jean-Pierre Michael) : Edward Fairfax Rochester
- Jamie Bell (V. F. : Benjamin Bollen) : St. John Rivers
- Judi Dench (V. F. : Régine Blaess) : Mrs Fairfax
- Sally Hawkins (V. F. : Odile Cohen) : Mrs Reed
- Imogen Poots (V. F. : Jessica Monceau) : Blanche Ingram
- Sophie Ward : Lady Ingram
- Holliday Grainger : Diana Rivers
- Tamzin Merchant : Mary Rivers
- Jayne Wisener : Bessie Lee
- Romy Settbon Moore (V. F. : Maeva Méline) : Adèle
- Amelia Clarkson : Jane Eyre enfant
- Freya Parks : Helen Burns
- Rosie Cavaliero : Grace Poole
- Harry Lloyd : Richard Mason
- Craig Roberts : John Reed
- Valentina Cervi : Bertha Antoinetta Mason[2]
- Simon McBurney (V. F. : Patrice Dozier) : Mr. Brocklehurst

## Production

### Casting
En novembre 2009, on a appris que Mia Wasikowska jouerait le rôle-titre, et que Michael Fassbender tiendrait celui de Rochester,. À la différence de nombreuses versions filmées précédentes, le choix s'est cette fois-ci porté sur une actrice proche de l'âge de l'héroïne du roman. Cary Fukunaga a souligné que Mia Wasikowska serait capable de traduire l'intelligence et le sens de l'observation de son regard, tout en parvenant à ne pas jouer de son physique, comme il convient à la discrétion de son personnage.
La participation de Mia Wasikowska est une conséquence de son rôle dans Alice au pays des merveilles, qui l'a poussée à lire quelques classiques, dont To Kill a Mockingbird de Harper Lee, 1984 de George Orwell et Jane Eyre ; c'est la lecture des premiers chapitres du livre qui la pousse à se proposer pour le rôle.
Pour le rôle de Rochester, le metteur en scène a affirmé que, s'il admettait que certains acteurs pouvaient avoir un physique plus conforme au héros du roman, il était convaincu que Michael Fassbender avait la personnalité qui convenait au personnage. Jamie Bell, Judi Dench, Sally Hawkins, Imogen Poots, Holliday Grainger et Tamzin Merchant ont également rejoint la distribution du film,.

### Tournage

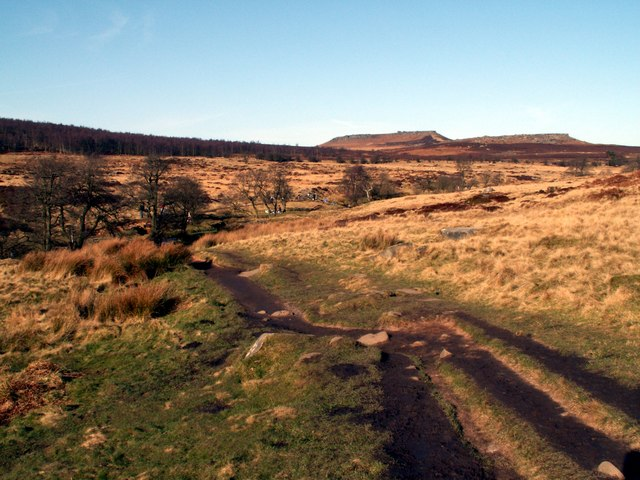
Les landes de Longshaw

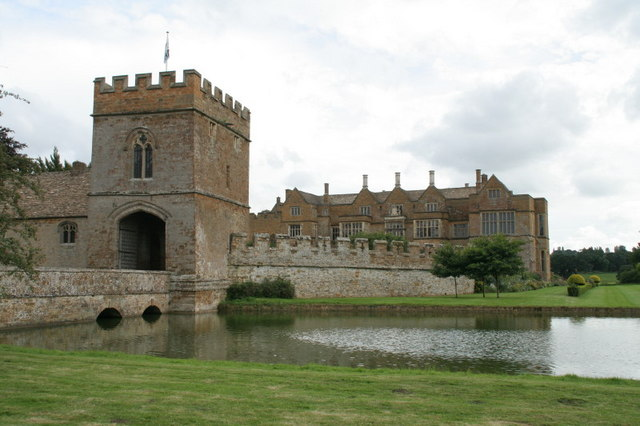
Château de Broughton (entrée)

Le tournage débuta le 22 mars 2010 et s'acheva vers la mi-mai,. Comme pour d'autres adaptations de Jane Eyre, la plupart des différents lieux de tournage se trouvent entre Stoke-on-Trent et Sheffield dans le parc national de Peak District et les Derbyshire Dales : en particulier Stanage Edge, la vallée d'Edale (l'école de filles où Jane enseigne), White Edge Lodge dans les landes de Longshaw (la maison de St John Rivers), les bois de Chatsworth House (pour la première rencontre de Jane et Rochester, provoquant la chute de son cheval), Haddon Hall et Wingfield Manor (en) (Thornfield Hall), le village de Froggatt. Il faut y ajouter le château de Broughton dans l'Oxfordshire (l'école de Lowood) et Wrotham Park dans le Hertfordshire, qui figure Gateshead House, la demeure de la famille Reed.
Dario Marianelli, qui a remporté l'Oscar de la meilleure musique de film en 2008, a composé la musique, et Michael O'Connor choisit des costumes du milieu des années 1840 (date de l'écriture du roman), bien que l'action soit plutôt située à la fin des années 1830. Fukunaga trouvait que les tenues féminines des années 1830, avec leurs manches gigot (comme celle que porte Mrs Reed, la tante de Jane, dans le flashback) « étaient tout simplement horribles. Les femmes ressemblaient à des gâteaux de mariage » (« the clothing style of the '30s was just awful. Every woman looked like a wedding cake »). On décida cependant de laisser certains personnages (comme Mrs Fairfax) avec des tenues démodées.
Pour représenter Thornfield Hall le Location manager (chercheur des sites) Giles Edleston, visita une soixantaine de châteaux mais en revint finalement à Haddon Hall (intérieurs et extérieurs), qui avait déjà servi pour deux adaptations de Jane Eyre : le film de Franco Zeffirelli en 1996 et la mini-série de la BBC en 2006,. Broughton Castle, qui figure la sinistre école de Lowood, fournit aussi quelques intérieurs pour Thornfield Hall, et Wingfield Manor le représente après l'incendie.
Les conditions de tournage furent assez difficiles, à cause du froid. Mia Wasikowska frisa l'hypothermie le deuxième jour, pendant le tournage de la scène sous la pluie. Mais pour Fukunaga, il n'était pas question de tourner ailleurs, car « le Nord de l'Angleterre - le Yorkshire et le Derbyshire, les landes et les vallons - on dirait qu'ils sont tout droit sortis d'un  film d'horreur de Tim Burton. Les arbres sont tous tordus par le vent ; les fougères et les bruyères sur les landes ont cette couleur incroyable. Et le temps est si excessif, il change tout le temps. Et même le château, Haddon Hall ; il est tellement chargé d'histoire ; les espaces, les galeries, il leur suffit juste d'exister et vous sentez la présence de l'histoire ».

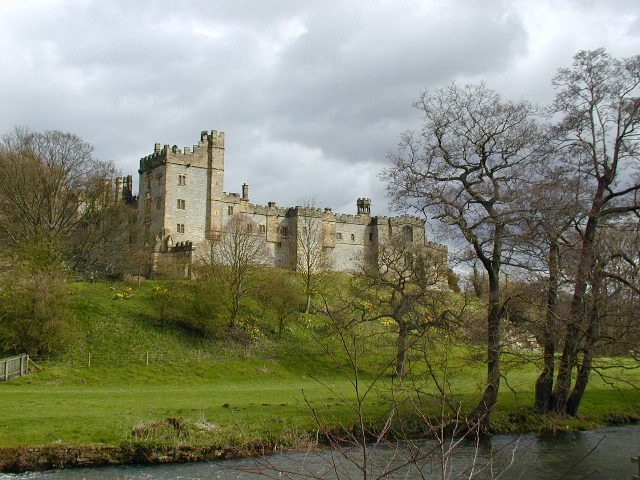
Haddon Hall (Thornfield Hall)
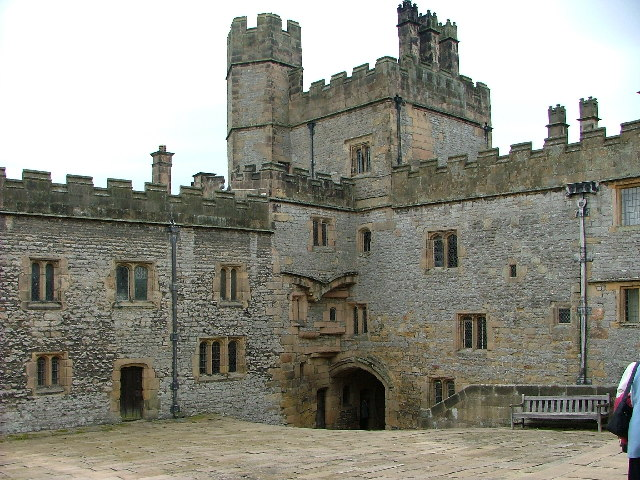
Haddon Hall, entrée principale, vue depuis la cour basse.
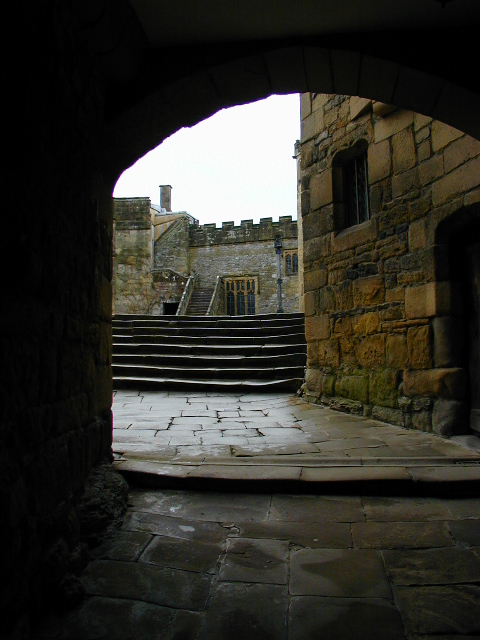
Haddon Hall, entrée principale
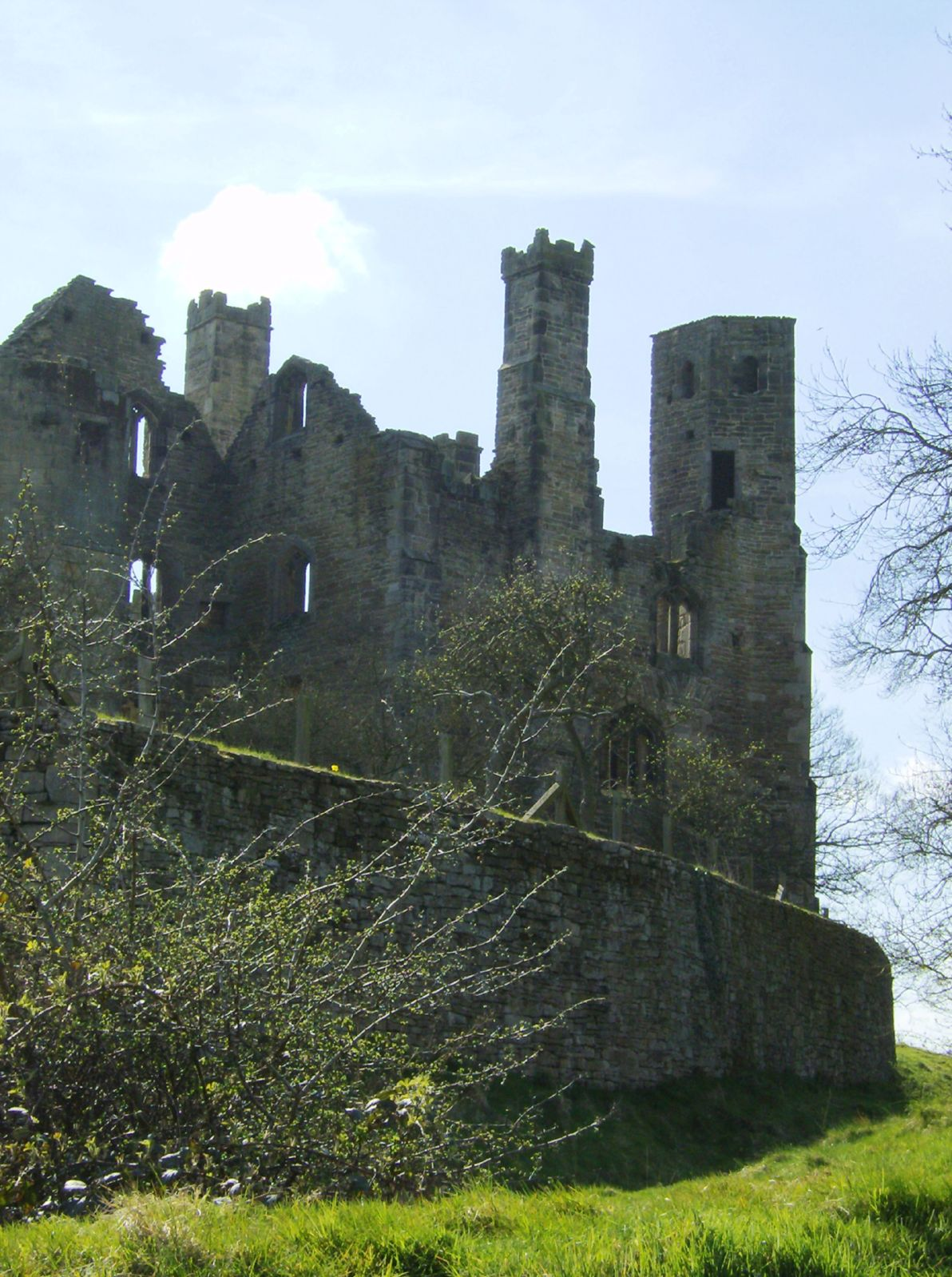
Wingfield Manor (Thornfield Hall incendié)

## Accueil critique
Dans l'ensemble, les commentaires critiques, relevés par Rotten Tomatoes sont plutôt favorables. le site considère que « Cary Fukunaga dirige une adaptation ardente et élégante, tandis que Mia Wasikowska offre probablement la meilleure interprétation du personnage principal jamais donnée ». Anthony Oliver Scott juge ce Jane Eyre un « splendide exemple de la façon d'aborder le devoir redoutable de transformer en film un chef-d'œuvre de la littérature classique. Ni modernisation radicale, ni exercice académique empesé, le film de M. Fukunaga met en scène ce texte canonique avec une vigueur vive et un sens aigu du détail émotionnel ».
Richard Corliss écrit dans le Time que l'interprétation de Mia Wasikowska est l'une des dix meilleures parues sur les écrans en 2011.
Lorsque le film est sorti en France en juillet 2012, Jacques Morice, critique à Télérama le jugeait « fidèle, sans être caricatural, à l'esthétique gothique du roman. L'atmosphère est bien rendue, avec ces paysages de lande balayée de vent humide, et ce manoir lugubre. Décors et costumes ont été choisis et filmés avec un soin d'historien. Le film est donc d'un académisme tout à fait acceptable ». Il considérait Mia Wasikowska comme « une Jane Eyre parfaite, mélange d'austérité taciturne et de flamme retenue », mais n'avait pas été convaincu par Michael Fassbender. Lors de sa diffusion sur Arte, le 20 avril 2016, la présentation relève la présence de deux acteurs qui « ont le tempérament de feu requis pour incarner ces deux êtres épris d'absolu qui contiennent farouchement leur passion », le « désir d'émancipation sociale de Jane Eyre, dont Mia Wasikowska exalte avec finesse la détermination » ainsi que « la grande élégance de cette nouvelle et attrayante adaptation » où le manoir lugubre et les scènes éclairées à la bougie contribuent à l'atmosphère gothique.

## Récompense
- Evening Standard British Film Awards 2012 : meilleur acteur pour Michael Fassbender